# Imrich Polakovič
Imrich Polakovič (* 19. September 1923 in Siladice; † 9. Juni 1989 in Bratislava) war ein tschechoslowakischer Illustrator, Grafiker und Maler. Er lebte und arbeitete bis zu seinem Tod vorwiegend in Bratislava.

## Ausbildung
Seine Kindheit verbrachte er in ärmlichen sozialen Verhältnissen. Er besuchte zuerst 1938 bis 1942 eine Keramikfachschule in Modra. Von 1947 bis 1949 setzte er sein Studium an der Abteilung für Zeichnen und Malerei der Slowakischen Technischen Hochschule Bratislava (damals Slovenská vysoká škola technická, SVŠT) fort. Dort war er ein Schüler von Eugen Lehotský, Ján Mudroch und Gustáv Mallý. Anschließend studierte er von 1949 bis 1951 an der Hochschule für Bildende Künste Bratislava (Vysoká škola výtvarných umení, VŠVU).
Er war Mitglied des Verbands der slowakischen bildenden Künstler (Zväzu slovenských výtvarných umelcov, ZSVU) und nahm regelmäßig an den Kollektivausstellungen der ZSVU teil.

## Ausstellungen
Er stellte 1958 in Siladice, 1959 im Rahmen der 4. Tschechoslowakischen Kunstausstellung in Prag, 1973 in der Galerijný život in Bratislava und 1977 im Klub umelcov in Bratislava aus. 1983 gab es eine Einzelausstellung „Imrich Polakovič: Werke von 1957 – 1983“ in Bratislava. 1988 wurden Werke Polakovics im Rahmen der Ausstellung „Menschen - Leben - Arbeit. Kunstwerke aus den Sammlungen des Zentralrats der Gewerkschaften“ des Vereins bildender Künstler Mánes (Spolek výtvarných umělcu Mánes, SVU Mánes) in Prag gezeigt.

## Themen
Von Anfang an beeinflussten mehrere wichtige Ereignisse die Persönlichkeit von Polakovic und bestimmten die Richtung und Ausgestaltung seines künstlerischen Schaffens wesentlich. Zu Polakovics bevorzugten Themen gehörten die Motive der Liebenden, der Mutterschaft, der Familie, der Kinder, und der zufälligen Begegnungen mit Menschen in der Stadt, in Cafés, in Parks oder auf Freiflächen.
Zentrale Werke Polakovics befinden sich heute unter anderem im Besitz der Slowakischen Nationalgalerie (Slovenská národná galéria, SNG).